# Microsoft Office 2021

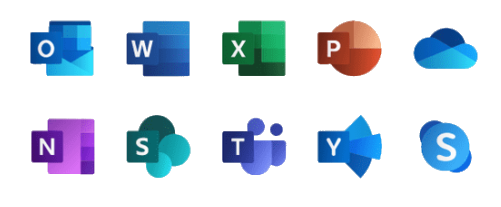

O Microsoft Office 2021 é um pacote/suíte de aplicativos para escritório e serviços (software de produtividade) desenvolvido pela Microsoft, sendo a décima quarta versão do Microsoft Office lançada em outubro de 2021 (junto ao Windows 11), para os sistemas operacionais Microsoft Windows e macOS como sucessor da versão Office 2019.
O Office 2021 apresenta novas matrizes dinâmicas, recursos XLOOKUP para Excel, suporte completo ao modo escuro e melhorias de desempenho. O suporte para as versões de varejo do Office 2021 terminará em 13 de outubro de 2026; ao contrário das versões mais antigas do Office, não haverá período de suporte estendido.

## Desenvolvimento
As atualizações incluem melhor suporte para o formato de arquivo OASIS OpenDocument. A atualização de versão adiciona recursos para deixar a função, tem maior facilidade de busca pela função XMatch, arrays dinâmicos, XLOOKUP. Melhora o Ink para Traduções no Microsoft Outlook e PowerPoint.